# Geelbruine tandvlinder
De geelbruine tandvlinder (Notodonta torva) is een nachtvlinder uit de familie van de tandvlinders, de Notodontidae. 

## Beschrijving
De voorvleugellengte bedraagt tussen de 19 en 25 millimeter. De grondkleur van de vleugels is grijsbruin met gele spikkeltjes. Over de vleugel lopen twee donkere onregelmatige dwarslijnen. De achtervleugels zijn geelbruin met een donkerder buitenrand.

## Waardplanten
De geelbruine tandvlinder gebruikt populier, berk en wilg als waardplanten. De rups is te vinden in juni en in augustus tot september. De soort overwintert als pop.

## Voorkomen
De soort komt verspreid over het Palearctisch gebied voor.

### In Nederland en België
De geelbruine tandvlinder is in België een zeldzame soort uit het zuiden, en in Nederland een zeer zeldzame soort. De vlinder kent twee generaties die vliegen van eind april tot en met augustus.